# De kaart en het gebied
De kaart en het gebied  (oorspronkelijke Franse titel: La carte et le territoire) is een roman van Michel Houellebecq uit 2010, die een jaar later in het Nederlands verscheen. De toekomstroman volgt het perspectief van een succesvolle kunstenaar en bevat onder meer de fictieve moord op Houellebecq. De titel refereert aan de kaart-gebiedverhouding van Korzybski. Het boek werd in 2010 bekroond met de Prix Goncourt, de meest prestigieuze Franse literatuurprijs.

## Inhoud

### Titel
De titel van het boek is ontleend aan een principe uit de semantiek: de kaart-gebiedverhouding ("de kaart is niet hetzelfde als het gebied"), bedacht door Alfred Korzybski (1879-1950). De titel verwijst enerzijds naar het kunstzinnige kaartenproject waarmee de hoofdpersoon zijn naam vestigt als kunstenaar ("de kaart is interessanter dan het gebied"), en anderzijds naar het gegeven dat de in de roman genoemde personages en gebeurtenissen niet verward moeten worden met de werkelijkheid.
Houellebecq werd na het verschijnen van de roman beschuldigd van plagiaat, omdat er al een boek bestond met dezelfde titel van de vrij onbekende schrijver Michel Lévy. Inhoudelijk hebben beide boeken geen overeenkomsten.

### Opbouw
De roman telt 343 pagina's (Nederlandse editie) en bestaat uit vijf delen: een proloog, gevolgd door drie genummerde delen, en ten slotte een epiloog. De proloog wordt niet als zodanig benoemd; de epiloog wel. Alle vijf delen bestaan uit meerdere titelloze hoofdstukken; bij de proloog en epiloog zijn deze ongenummerd, bij de andere delen genummerd. De proloog wordt voorafgegaan door een citaat van Karel van Orléans: "De wereld heeft genoeg van mij, · En ik al evenzeer van haar." Deel een bestaat uit elf hoofdstukken, deel twee uit dertien en deel drie uit veertien hoofdstukken. Na de epiloog volgt nog een dankbetuiging van de auteur en een noot van de vertaler.

### Personages
NB: Sommige personages dragen de naam van bestaande personen. Omdat het hier een fictief verhaal betreft, bovendien een toekomstroman, vallen de romanpersonages slechts voor een deel samen met hun alter ego's in de 'echte' wereld.
- Jed Martin: hoofdpersoon, geboren in 1976, enig kind, moeder pleegt zelfmoord, vader stuurt zijn zoon naar een kostschool, opgeleid aan de École nationale supérieure des beaux-arts, aanvankelijk weinig succesvol kunstenaar, later star artist[noot 1]
- Jean-Pierre Martin: vader van Jed, architect, oprichter van een bouwbedrijf gespecialiseerd in beach resorts, workaholic
- Olga Sheremoyova: Russische vriendin van Martin, werkt op de communicatieafdeling van Michelin
- Franz Teller: galeriehouder van Jed in Parijs
- Marylin Prigent: pr-specialiste in de Parijse kunstwereld
- Wong Fu Xin: kunsthistoricus, schrijver van een monografie over Jed Martin, waarin de theorie over de 'elementaire beroepen' in het werk van Martin uit de doeken wordt gedaan.[noot 2]
- Michel Houellebecq: Franse schrijver, geboren in 1956
- Adolphe Petissaud: succesvol plastisch chirurg in Cannes, die er een bizarre hobby op na houdt[noot 3]
- Jean-Pierre Jasselin: hoofdinspecteur van politie bij de moordbrigade[noot 4]
- Christian Ferber: luitenant, assistent van Jasselin
- Frédéric Beigbeder: Franse schrijver en televisiepresentator, geboren in 1965, vriend van Houellebecq
- Jean-Pierre Pernaut: Franse journalist, televisiepresentator, geboren in 1950

### Verhaallijn
De kaart en het gebied speelt zich grotendeels af in de periode circa 2010-2050, een tijdsspanne die ten tijde van de publicatie van de roman (in 2010) nog geheel in de toekomst lag. De roman vertelt het verhaal vanuit het perspectief van de in zichzelf gekeerde kunstenaar Jed Martin. Via flashbacks komt de lezer een en ander te weten over zijn jeugd, studententijd en eerste jaren als beginnend kunstenaar.

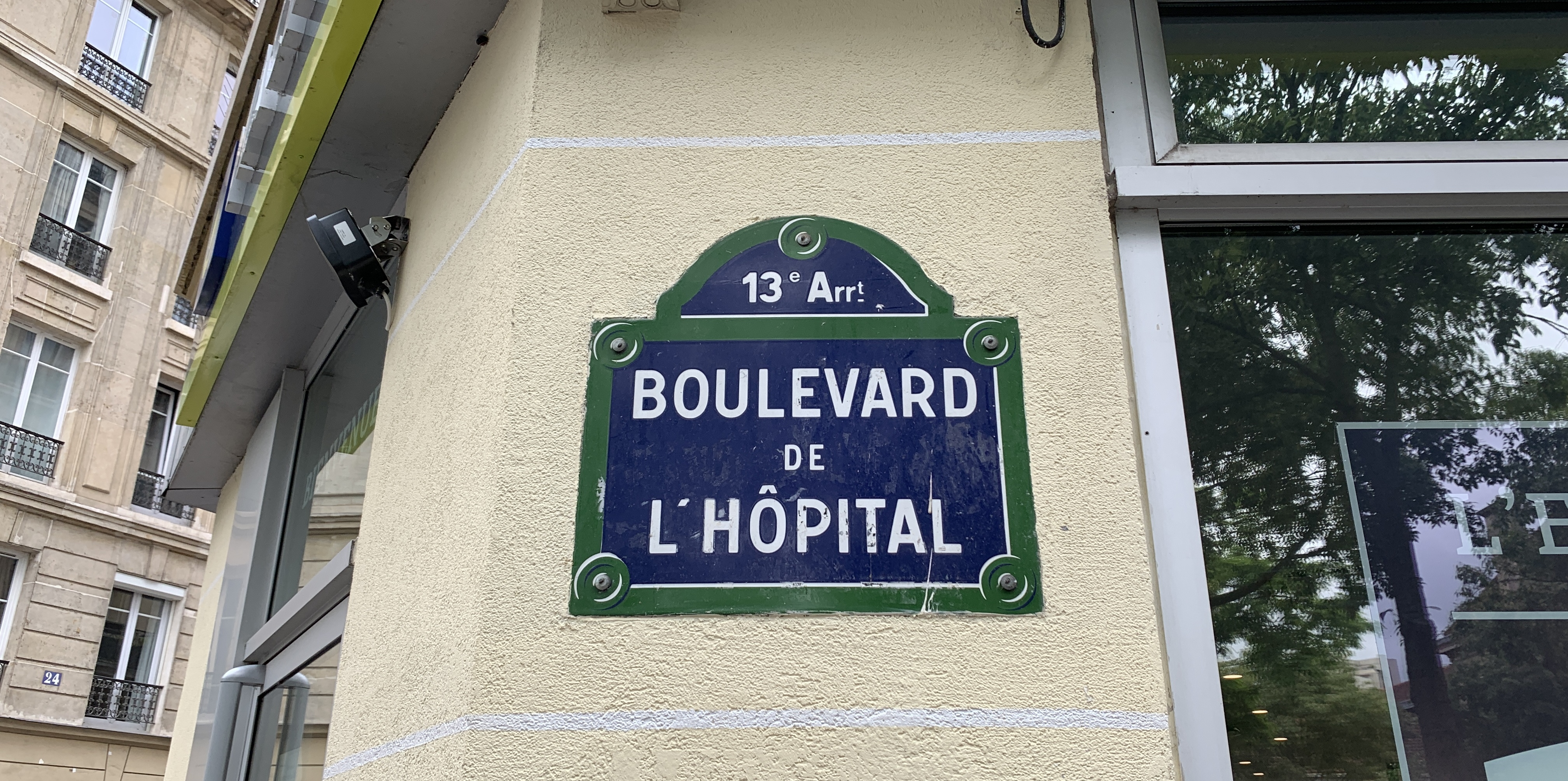
Boulevard de l'Hôpital, 13e arrondissement, Parijs. In deze straat bewoont Jed tot omstreeks 2020 een dakappartement

Zo verneemt de lezer dat Jed als student al de aandacht trok met het fotograferen van metalen gebruiksvoorwerpen en dat hij doorbrak in de kunstscene met een installatie van bewerkte foto's van Michelin-wegenkaarten. In zijn eerste solotentoonstelling, waarmee hij zijn naam vestigt, plaatst hij bij de entree een grote foto van een Michelinkaart van de streek rondom Molsheim naast een satellietfoto van hetzelfde gebied met daarboven de titel van de tentoonstelling: DE KAART IS INTERESSANTER DAN HET GEBIED. Het succes dankt hij voor een deel aan de Russische Michelin-medewerkster Olga en de pr-specialiste Marylin, die de Parijse kunstwereld weet te interesseren voor zijn werk.
Met de beeldschone Olga krijgt hij een liefdesrelatie, die abrupt eindigt als Olga een aanbod van Michelin accepteert om in haar thuisland te gaan werken. Jed beëindigt het Michelinproject onmiddellijk na het vertrek van Olga. Daarna begint hij aan een serie geschilderde portretten van bekende en minder bekende personen bij de uitoefening van hun beroep, waar hij ongeveer tien jaar aan zal werken. De overstap naar de figuratieve kunst blijkt een gouden greep. De schilderijen uit deze periode worden later door kunsthistorici ingedeeld in twee fasen: de "reeks elementaire beroepen", met uiteindelijk 42 schilderijen, en de "reeks bedrijfscomposities", met 22 schilderijen.
Aan het eigenlijke begin van de roman werkt Jed aan het schilderij Damien Hirst en Jeff Koons verdelen onderling de kunstmarkt uit de "reeks bedrijfscomposities", maar het lukt hem maar niet om het doek te voltooien. Wanhopig vernielt hij het schilderij. Later werkt hij aan de voorbereiding van een solotentoonstelling van werken uit deze serie. Zijn galeriehouder Franz stelt voor om het voorwoord bij de catalogus te laten schrijven door de omstreden auteur Michel Houellebecq. Beiden verwachten dat dat een positieve invloed zal hebben op de beleving van de tentoongestelde werken.
Jed bezoekt de teruggetrokken levende schrijver in zijn woonplaats in Ierland en laat hem foto's zien van zijn werk. Hij stelt tevens voor Houellebecq te portretteren en hem het portret te schenken. De schrijver stemt hiermee in. Tijdens de gesprekken ontstaat een bijna vriendschappelijke toenadering tussen de twee. Korte tijd later koopt Houellebecq een huis in Souppes-sur-Loing, een dorp ten zuiden van Parijs, vanwege bepaalde jeugdherinneringen, en verhuist daarheen.
De opening van de lang verwachte tentoonstelling vindt plaats op 11 december 2014 en is een enorm succes. Alle werken worden tegen verrassend hoge prijzen verkocht. Jed is in één klap de best betaalde kunstschilder van Frankrijk en stopt met schilderen. Olga is terug in Parijs en meldt zich, maar hun relatie komt niet meer van de grond. Jeds vader, die zich heeft teruggetrokken uit zijn bedrijf, woont al een tijdje in een bejaardentehuis in Boulogne-Billancourt en worstelt met darmkanker. Anders dan voorgaande jaren gaat Jed op kerstavond niet met hem uit eten in een restaurant, maar nodigt hem uit in zijn atelier. De relatie tussen vader en zoon is altijd afstandelijk geweest, maar die avond ontstaat er een onverwacht intieme verstandhouding. Jeds vader vertelt voor het eerst over zijn carrière, zijn vroegere idealen en ten slotte ook over de zelfmoord van Jeds moeder.
Nadat het portret van Houellebecq op de decembertentoonstelling heeft gehangen, reist Jed op 1 januari 2015 naar Houellebecq in Souppes-sur-Loing om hem het portret te overhandigen. Houellebecq woont alleen en heeft vrijwel geen sociale contacten. Ruim een jaar later wordt de schrijver vermoord en in stukken gesneden aangetroffen, samen met zijn hond. Een politieteam, onder leiding van hoofdinspecteur Jasselin, vindt geen sporen of andere aanknopingspunten. Bij de begrafenis van Houellebecq op de begraafplaats van Montparnasse worden de aanwezigen gefotografeerd en zo komt de politie in contact met Jed Martin.
Jed stemt ermee in om met inspecteur Jasselin naar de plaats delict te gaan. Daar mist hij het door hem gemaakte portret, wat duidelijk wijst op roofmoord als motief van de moord. Het onderzoek loopt daarna geheel vast. De vader van Jed reist in december van dat jaar (2016) naar Zürich om met behulp van de Zwitserse vereniging Dignitas euthanasie te plegen. Jed komt erachter en reist hem achterna. Als hij daar aankomt, krijgt hij te horen dat "de procedure volkomen normaal is verlopen". Woedend slaat hij de manager in elkaar.
Pas drie jaar later wordt de moord door een toevallige gebeurtenis opgelost. Aan de Côte d'Azur wordt een bestuurder van een Porsche aangehouden die 210 km/u reed. De Porsche is gestolen en de gearresteerde is een bekende van de politie. Hij bekent dat hij kort daarvoor in Nice een chirurg, eigenaar van een kliniek voor cosmetische chirurgie, in elkaar heeft geslagen en er in diens auto van door is gegaan. De chirurg blijkt aan zijn verwondingen te zijn overleden. In zijn villa wordt het portret van Houellebecq aangetroffen. Verder onderzoek levert op dat de chirurg verschillende mensen heeft vermoord, waaronder Houellebecq, om hun lichaamsdelen te gebruiken voor 'artistieke montages'. Het portret, inmiddels 12 miljoen euro waard, wordt volgens het testament van de schrijver overgedragen aan Jed Martin, die het via zijn galeriehouder Franz te koop aanbiedt.

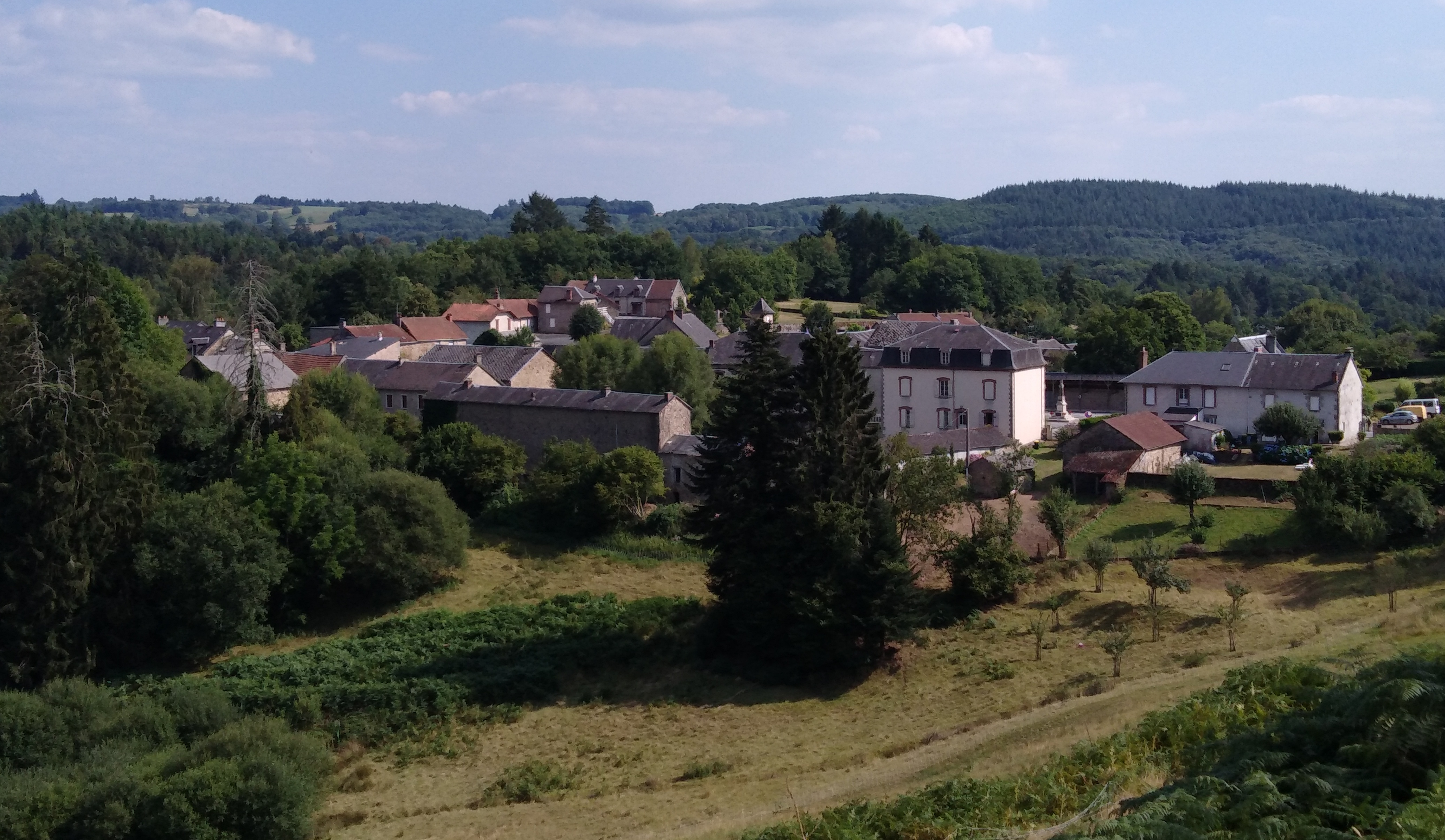
Châtelus-le-Marcheix, het dorp in de Creuse waar Jed zich terugtrekt

Zes maanden later verhuist hij naar het huis van zijn grootouders in Châtelus-le-Marcheix (department Creuse). Net als Houellebecq trekt Jed zich nu terug uit de wereld. Hij laat het huis ombouwen tot een soort fort, koopt aansluitende percelen (voornamelijk bospercelen; in totaal 700 hectare) en laat zijn landgoed beveiligen met een drie meter hoog hekwerk met daarboven een stroomdraad. Zijn sociale contacten brengt hij terug tot een minimum. Slechts één keer per week gaat hij naar Limoges om inkopen te doen.
In 2036, Jed is dan zestig, bezoekt hij voor het eerst het dorp waar hij woont. Het is bijna onherkenbaar. Châtelus-le-Marcheix is een ontspanningsoord voor zowel Fransen als buitenlanders geworden. De traditionele plattelandsbewoners hebben plaats gemaakt voor actieve stadsbewoners die het landelijke gebied met ondernemingszin transformeren, soms volgens "gematigde ecologische overtuigingen". Vrijwel het hele departement heeft een soortgelijke transitie doorgemaakt.
Tijdens de circa dertig jaren van afzondering ontwikkelt Jed een nieuw artistiek project met behulp van time-lapsefotografie. Vrijwel dagelijks filmt hij urenlang, soms langer dan een etmaal, details van planten in zijn privébos. Die films bewerkt en monteert hij, waardoor het verval waarneembaar wordt. Na dit zo'n tien jaar te hebben volgehouden richt hij zich op het filmen van levenloze voorwerpen, waarmee hij zich in zijn jeugd al bezig hield. Het verval van deze voorwerpen versnelt hij door ze met verdund zwavelzuur te overgieten. In de laatste fase combineert hij zijn beelden van verval in films waarin verschillende beeldlagen over elkaar heen zijn gelegd. Ook nadat hij, net als zijn vader, darmkanker krijgt, zet hij dit werk voort.
Het publiek wordt pas kort voor zijn dood op de hoogte gebracht van Jeds artistieke ontwikkelingen middels een veertig pagina's tellend interview in Art Press. Zijn oeuvre kan worden samengevat als "een nostalgische bespiegeling over het eind van het industriële tijdperk in Europa, en meer in het algemeen over de vergankelijke, voorbijgaande aard van alle menselijke bedrijvigheid. [...] De triomf van de vegetatie is volledig."

### Stijl, perspectief, motieven
De roman is geschreven in een vrij conventionele, maar subtiele stijl, waarmee Houellebecq, zoals hij aan zijn vertaler Martin de Haan liet weten een nieuwe weg insloeg; "juist in heterogene passages heeft hij gestreefd naar vloeiendheid, in plaats van de kleine en grote stilistische schokeffecten die voorheen zijn handelsmerk waren". De kaart en het gebied bevat enkele ongebruikelijke aspecten. Zo stelt de auteur zichzelf voor als romanpersonage, die door de (niet altijd) alwetende verteller afstandelijk en 'objectief' wordt beschreven. Dit kan worden gezien als een reactie van Houellebecq op de aanzienlijke media-aandacht voor zijn persoon, wellicht ook als een flirt daarmee. Verder is De kaart en het gebied een toekomstroman met een ongebruikelijk perspectief, dat ten opzichte van de plot in de toekomst ligt (ergens rond 2050). Daardoor is in feite sprake van één lange terugblik. Sommige elementen hebben het kenmerk van Sciencefiction, zoals de beschrijving van Frankrijk en het Ruhrgebied rond 2035.
Een motief dat regelmatig terugkeert in het werk van Houellebecq is dat van de walking ghost phase, waarin de hoofdpersoon alleen eindigt, er geen inzet meer is, alleen nog leegte. Het einde van De kaart en het gebied, waarin Jed Martin zich terugtrekt op zijn landgoed, lijkt op dat van Houellebecqs eerste roman, De wereld als markt en strijd, waarin de ik-verteller het bos inloopt en zo uit beeld verdwijnt. Wat betreft menselijke relaties, zoals de vader-zoonrelatie en de liefdesrelatie van Jed en Olga, zijn de verwachtingen laag. Houellebecq vatte het als volgt samen: "Ik zou zeggen dat de personages van De kaart en het gebied hun lot minder in eigen hand hebben dan de personages uit mijn vorige boeken [...] Daarom lijkt het einde van Jeds liefdesgeschiedenissen ook onontkoombaar, zonder dat je precies weet waarom."
In de roman komen maatschappelijke ontwikkelingen aan de orde die omstreeks 2010 gaande waren, zoals de oververhitte kunstmarkt, de invloed van internet en televisie, en de rol van consumptie. Houellebecq beschrijft die op een 'objectieve', weinig kritische toon. Dat komt onder andere naar voren in de manier waarop hij de voordelen van Jed Martins Audi opsomt, of zijn nieuwe Samsungcamera beschrijft. De manier waarop de hoofdpersoon zijn werk beschouwt, wijst op een zeker conformisme. Over sommige onderwerpen hebben de personages wel een uitgesproken mening. Zo is Jed tegen euthanasie, toont inspecteur Jasselin zich een voorstander van de doodstraf en is het romanpersonage Houellebecq een voorstander van begraven. Ouderdom en de dood zijn belangrijke thema's in de roman. Houellebecq: "Meer in het algemeen neemt ouderdom een belangrijke plaats in het boek in, met de aftakeling die eruit voortvloeit, de dood die erop volgt. Ouderdom is niet slecht, het is een thema dat de toekomst heeft."
Door de moord op Houellebecq heeft het werk tevens het karakter van een moderne misdaadroman. De moord, met de diverse lichaamsdelen 'gearrangeerd' op de plaats van het misdrijf, vertoont duidelijke parallellen met de moord op het fictieve personage Pierre Vaudel in Fred Vargas' misdaadroman Un lieu incertain (2008). Sommige beschrijvingen, zoals die van de huisvlieg en de stad Beauvais, zijn afkomstig uit de Franstalige Wikipedia. Zie ook hieronder.

### Citaten
Enkele aforismen uit De kaart en het gebied:
- "Een roman schrijven is onmogelijk, om dezelfde reden dat leven onmogelijk is: de neerwaartse krachten worden steeds groter."
- "Het leven valt te omschrijven als een trapsgewijze afdaling, waarbij elke nieuwe trede wordt ingeluid door een abrupte val."
- "Het besef dat je veroudert krijg je in en door je relaties met andere mensen; zelf heb je altijd de neiging om te denken dat je eeuwig gelijk blijft."
- "De mens is niet gemaakt om tachtig of honderd jaar oud te worden; hooguit vijfendertig of veertig, zoals in de prehistorie."
- "Seksualiteit is iets kwetsbaars, je krijgt er zo moeilijk toegang toe en raakt het zo makkelijk weer kwijt."
- "Niet zijn status als voortplanter maar zijn plaats in het productieproces maakt de westerse mens tot wie hij is."
- "Dat is het enige wat ik echt heb, in mijn leven: muren."
- "Alle vrijheidstheorieën zijn niets anders dan immorele bedenksels van vrijgezellen zonder verantwoordelijkheidsbesef."
- "Kleine vliegen zijn geen jonge vliegen, maar vliegen die als larve niet genoeg te eten hebben gehad."
- "Bloemen zijn niets anders dan geslachtsorganen, felgekleurde vagina's die het oppervlak van de aardbol sieren, overgeleverd aan de geilheid van insecten."
- "De schoonheid van bloemen is droevig omdat bloemen kwetsbaar zijn, en voorbestemd tot de dood, net als elk ding op Aarde natuurlijk maar zij meer dan andere dingen."

## Publicatie
La carte et le territoire verscheen in Frankrijk op 3 september 2010. Het is Houellebecqs vijfde roman en verscheen vijf jaar na zijn vorige roman La Possibilité d'une île. Het behoorde in 2010 tot de boeken waar in Frankrijk het meest naar werd uitgekeken en die de meeste discussie uitlokten. De eerste oplage betrof 120.000 exemplaren. Op 8 november 2010 werd aan de roman de Prix Goncourt toegekend, waarvoor Houellebecq reeds tweemaal eerder genomineerd was. Zeven van de negen juryleden stemden voor La carte et le territoire; de andere twee stemden voor Apocalypse bébé door Virginie Despentes. De verkoop van het boek steeg na de prijsverlening tot boven de 400.000.

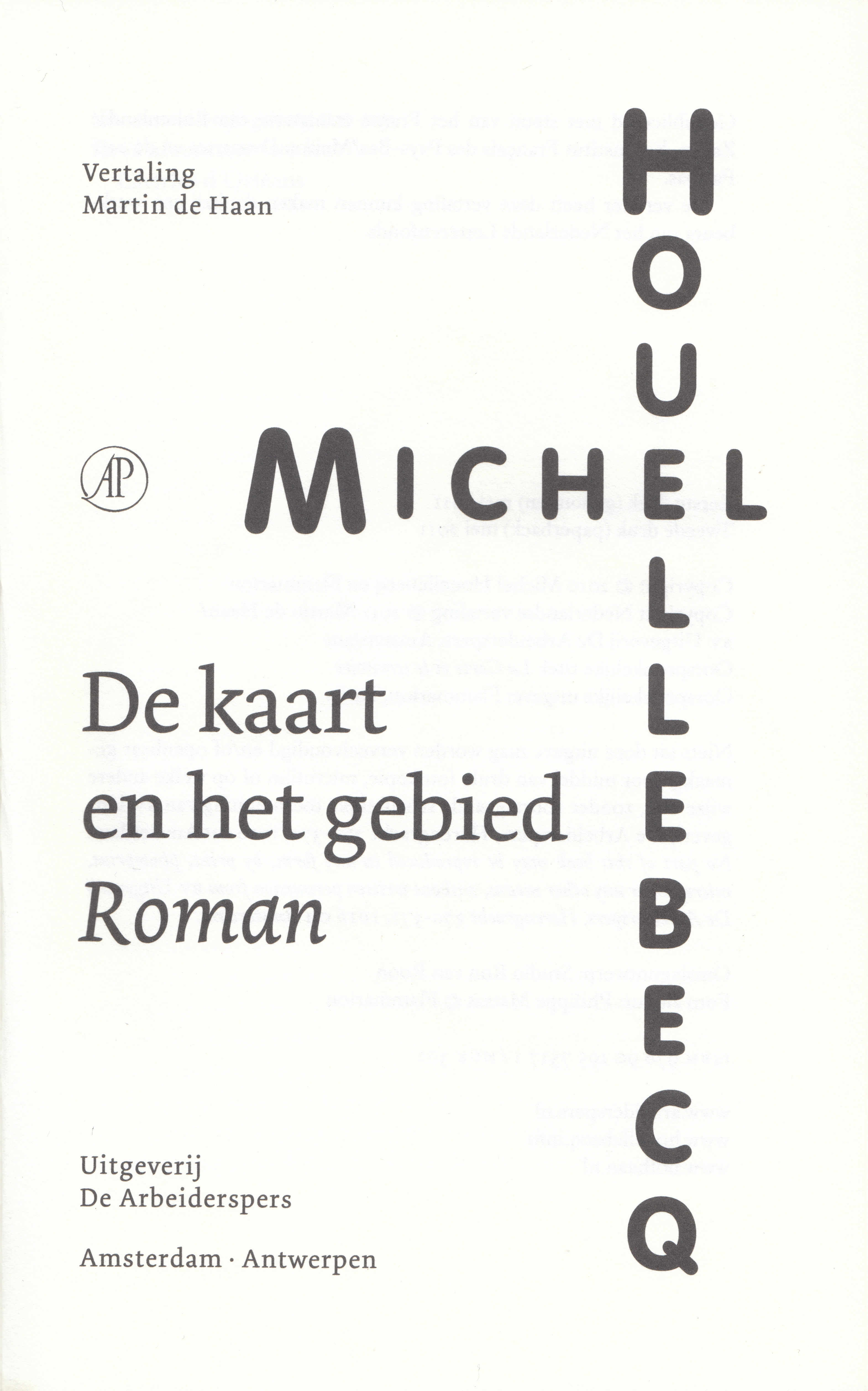
Titelpagina van de Nederlandse uitgave (2011)

De Nederlandse vertaling door Martin de Haan verscheen op 26 mei 2011 bij De Arbeiderspers, zowel als hardcover, paperback en e-book. Voor de vertaling stelde het Nederlands Letterenfonds een projectwerkbeurs ter beschikking. Het boek stond in Nederland vier weken in de Bestseller 60, met als hoogste notering nr. 17.
| Boeken met noteringen in de Nederlandse Bestseller 60 | Jaar van verschijnen | Datum van binnenkomst | Hoogste positie | Aantal weken | Opmerkingen |
| ----------------------------------------------------- | -------------------- | --------------------- | --------------- | ------------ | ----------- |
| De kaart en het gebied                                | 2011                 | 01-06-2011            | 17              | 4            |             |

Houellebecq en De Haan werden in 2012 genomineerd voor de Europese Literatuurprijs, een Nederlandse prijs voor het beste vertaalde Europese boek, maar wonnen uiteindelijk niet. In 2024 verscheen een nieuwe uitgave met een vernieuwd kaftontwerp.

### Uitgaven (selectie)
- (fr)  Michel Houellebecq: La carte et le territoire. Uitgever: Flammarion (originele uitgave: 3 september 2010)
- (it)  Michel Houellebecq & Fabrizio Ascari (vertaler): La carta e il territorio. Bompiani (29 september 2010)
- (nl)  Michel Houellebecq & Martin de Haan (vertaler): De kaart en het gebied. De Arbeiderspers (26 mei 2011)
- (es)  Michel Houellebecq & Jaime Zulaika (vertaler): El mapa y el territorio. Anagrama (september 2011)
- (ru)  Michel Houellebecq & Marija Zonina (vertaler): Карта и территория. Corpus (2011)
- (en)  Michel Houellebecq & Gavin Bowd (vertaler): The Map and the Territory. Britse uitgave: Heinemann, Londen (29 september 2011)
- (en)  Michel Houellebecq & Gavin Bowd (vertaler): The Map and the Territory. Amerikaanse uitgave: Knopf, New York (3 januari 2012)
- (de)  Michel Houellebecq & Uli Wittmann (vertaler): Karte und Gebiet. Dumont Buchverlag (16 januari 2012)
- (tr)  Michel Houellebecq & Orçun Türkay (vertaler): Harita ve Topraklar. Can Yayınları (maart 2012)
- (pt)  Michel Houellebecq & André Telles (vertaler): O Mapa e o Território. Record (mei 2012)
- (zh)  Michel Houellebecq & onbekende vertaler: 誰殺了韋勒貝克. Chunk Culture (13 mei 2013)
- (ar)  Michel Houellebecq & Rana Hayek (vertaler): الخريطة والأرض. Camel Publications (25 november 2013)[15]

### Ontvangst
- De Franstalige pers reageerde verrast positief op La carte et le territoire, waarschijnlijk vanwege de, in vergelijking met Houellebecqs vorige publicaties, minder prominent aanwezige provocerende of verontrustende elementen.[noot 5]
- De kritieken in Nederland en België waren na het verschijnen van het Franstalige origineel louter positief. De lof werd echter vooral in negatieve termen uitgedrukt: "Geen aanval op de islam, geen bespuwing van Chinezen, geen seksuele excessen, geen diepe vrouwenhaat, geen xenofobie", zoals Margot Dijkgraaf in NRC-Handelsblad schreef. Ze voegde eraan toe dat Houellebecq ditmaal "geen zin had om uitsluitend op zijn bekende aambeeld van provocatie, seks en religie te hameren", maar "liever wilde freewheelen rondom andere hete hangijzers in onze huidige maatschappij", zoals daar zijn "de kunstmarkt en het grote geld, de vader-zoonrelatie, moord en doodslag en dan toch ook: Europa in de toekomst". Kortom een "Houellebecq light".[noot 6] Dirk Leyman schreef in De Morgen: "La Carte et le territoire enkel lezen als een balzaciaanse maatschappelijke diagnose, is het boek schromelijk tekort doen. Het is evenzeer een melancholische roman over de hoge inzet van het kunstenaarschap, over de grijparmen van de ouderdom en over leven in het blikveld van de dood." Marijke Arijs stelde in de Standaard der Letteren: "La Carte et le territoire is geen onschuldig romannetje over het kunstwereldje, maar een regelrecht memento mori, een apocalyptisch boek over een beschaving die op haar laatste benen loopt." De essayist en vertaler Rokus Hofstede meende: "Naar mijn stellige overtuiging valt een eenduidige moraal, tendens of boodschap uit La Carte et le territoire dan ook niet te distilleren, wat zou kunnen verklaren waarom de critici er tot nog toe zo weinig zinnigs over hebben gezegd, of het althans lastig vinden om samen te vatten waar het boek over gaat."[18] Hofstede was verder van mening dat er veel te genieten valt in het boek, maar dat er aan Houellebecq geen groot detectiveschrijver is verloren gegaan; hij wees verschillende incongruenties aan, die door een echte misdaadschrijver meteen zouden zijn opgemerkt.[19]

### Overige reacties; invloed
Naast de puur literaire kritieken waren er, zoals gebruikelijk bij Houellebecq, de nodige controverses bij het verschijnen van De kaart en het gebied:
- Het winnen van de Prix Goncourt, nadat hij deze tweemaal was misgelopen en nadat zijn uitgever Flammarion ruim dertig jaar was gepasseerd, ontlokte aan Houellebecq het volgende commentaar: "C'est une sensation bizarre mais je suis profondément heureux" (Het is een vreemde gewaarwording maar ik ben diep gelukkig).
- Veel media-aandacht kreeg in Frankrijk het vermeende plagiaat door overname van teksten uit de Franstalige Wikipedia. Flammarion probeerde de kwestie op te helderen en verklaarde dat Houellebecq vaak bestaande teksten uit documentatie of van websites gebruikt als basismateriaal voor zijn literaire werk; zo is de beschrijving van een politieagent in De kaart en het gebied afkomstig van de officiële website van het Ministerie van Binnenlandse Zaken en is de humoristische beschrijving van het hotel Carpe Diem afkomstig uit een toeristische folder. In mei 2011 erkende Houellebecq dat hij teksten van Wikipedia had gebruikt. In de later verschenen paperbackeditie van zijn roman voegde hij in de Dankbetuiging, waarin hij onder anderen zijn uitgever en twee politiefunctionarissen bedankte, een 'erkenning' jegens Wikipedia toe voor hun informatie. Deze erkenning is niet terechtgekomen in de Nederlandstalige paperbackeditie.[noot 7]

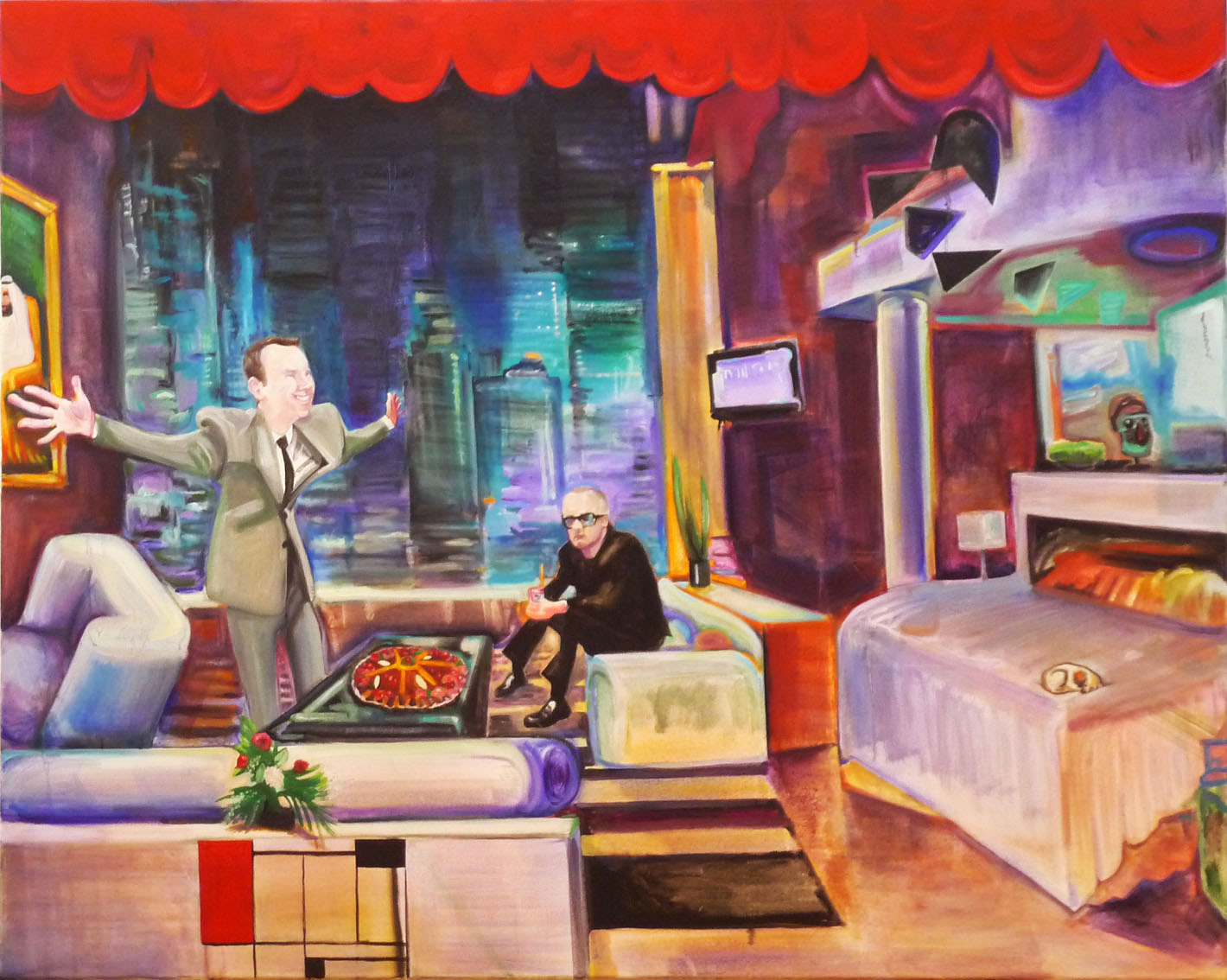
Damien Hirst en Jeff Koons verdelen onderling de kunstmarkt ("Jed Martin", 2010, olieverf op doek, 120×150 cm)

- De in de roman beschreven vernietiging door Jed Martin van zijn mislukte schilderij Damien Hirst en Jeff Koons verdelen onderling de kunstmarkt inspireerde in 2010 een anoniem kunstcollectief, dat zich Artistes Associés Jed Martin noemt, het schilderij te doen herleven, min of meer zoals het in de roman beschreven wordt.[noot 8] Een foto van dit schilderij werd eind 2010 geüpload naar Wikimedia Commons door ene Franz Teller, in de roman de naam van de galeriehouder van Jed Martin.
- Een ander fictief schilderij van Martin, Bill Gates en Steve Jobs bespreken de toekomst van de informatica, met als ondertitel Het Palo Alto-gesprek, werd gevisualiseerd door de illustrator Stéphane Manel en onder andere gebruikt voor de omslag van een boekje van Agathe Novak-Lechevalier over La carte et le territoire in de serie Petit Who's Who houellebecquien.[22]
- De verschijning van De kaart en het gebied lokte op 17 januari 2011 de neppublicatie van een pastiche uit: La Tarte et le Suppositoire (De taart en de zetpil) door "Michel Ouellebeurre". Het boek, uitgegeven door "Fallois" en winnaar van de "Prix Concours 2010", telt 46 pagina's en kostte destijds € 4,60.[23]
- De Franse minister van Economische Zaken Arnaud Montebourg rechtvaardigde zijn economisch beleid met het futuristische beeld dat Houellebecq in De kaart en het gebied schetste: Montebourg was bang dat Frankrijk een land zou worden dat alleen nog bekend stond als toeristische bestemming, zonder productiecapaciteit. Tijdens een Europese campagne om het lezen van literatuur te promoten, presenteerde Montebourg De kaart en het gebied als "de moeite waard om te lezen".